# Roman Jan Schmidt-Madaliński

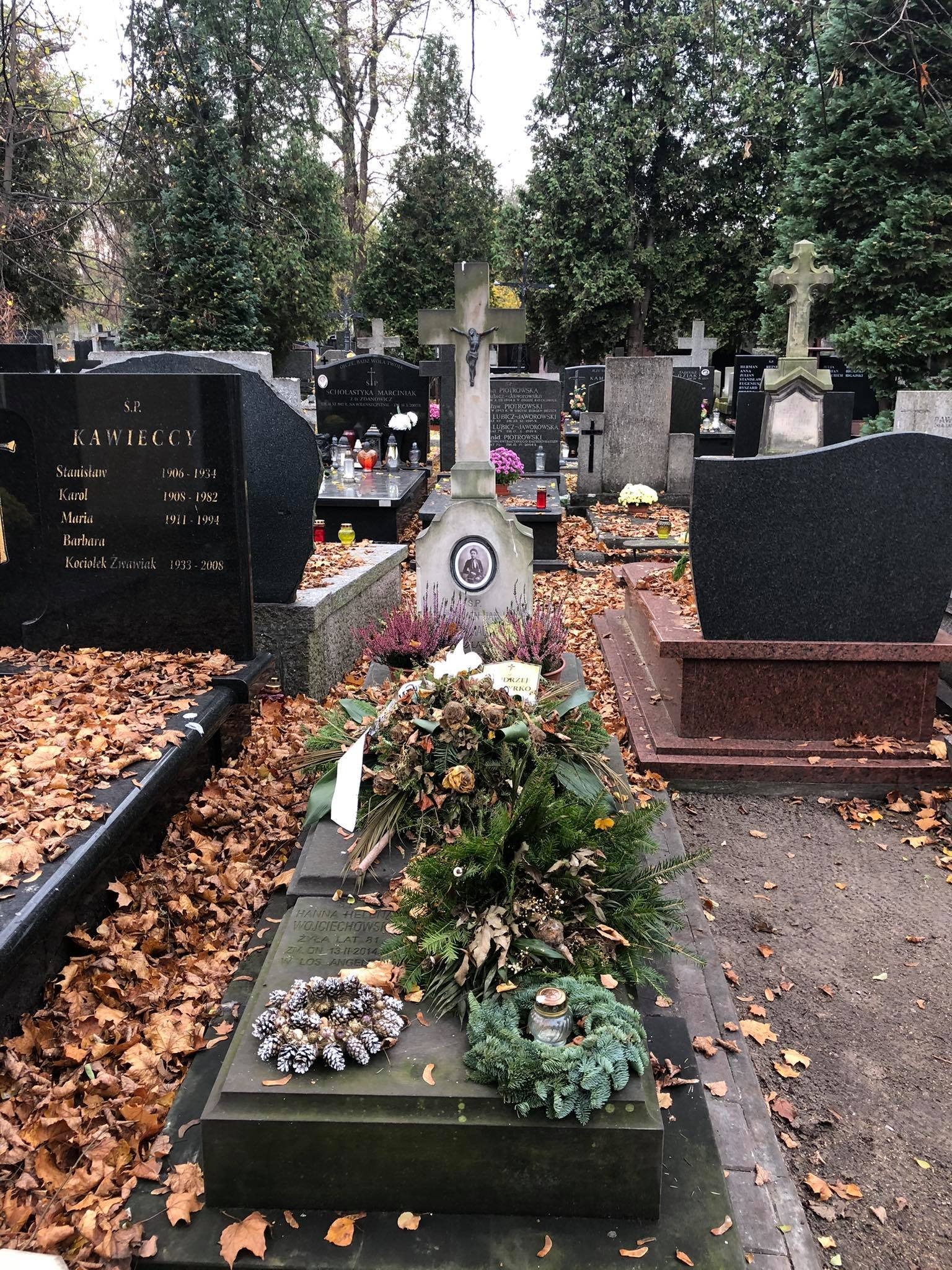
Grób Romana Jana Schmidt-Madalińskiego na cmentarzu Bródnowskim

Roman Jan Schmidt-Madaliński (ur. 1 listopada 1890 w Warszawie, zm. 22 stycznia 1981 tamże) – polski działacz gospodarczy i społeczny.

## Życiorys
Syn Ludwika Schmidta i Heleny z Madalińskch, w 1928 uzyskał zgodę na używanie podwójnego nazwiska. Podczas nauki uczestniczył w strajku szkolnym w 1905, następnie uczęszczał do szkoły handlowej Artura Jeżewskiego. Po jej ukończeniu wyjechał do Lipska, gdzie uczył się w Wyższej Szkole Handlowej, naukę przerwał po drugim semestrze. 
Od 1908 pracował jako praktykant biurowo-warsztatowy, początkowo w fabryce waty, a następnie w Warszawskim Biurze Technicznym „Bryliński i Korsak". Od 1911 przez ponad dwa lata pracował w wydziale wekslowym Domu Bankowego Hipolita Wawelberga, podczas I wojny światowej działał w Komitecie Pomocy Sanitarnej. Od sierpnia 1915 był podkomisarzem Straży Obywatelskiej m.st. Warszawy. Od jesieni 1915 studiował w Wyższej Szkole Handlowej, dyplom ukończenia uzyskał w czerwcu 1917. Równocześnie ukończył wyższe szkoły administracyjne przy Uniwersytecie Warszawskim, następnie pracował jako sekretarz Komisji Statystycznej Centralnego Towarzystwa Ludowego w Łukowie i jako nauczyciel historii w tamtejszej szkole realnej im. Tadeusza Reytana. Od 1918 był urzędnikiem, a następnie sekretarzem generalnym Stowarzyszenia Kupców Polskich. W 1919 był współzałożycielem, a następnie działaczem Polskiego Towarzystwa Ekonomicznego. W tym samym roku zainicjował powstanie Tygodnika Handlowego, w 1920 ochotniczo uczestniczył w wojnie polsko-bolszewickiej. Od 1922 był sekretarzem sekcji mody i wzornictwa Muzeum Przemysłu i Rolnictwa, zainicjował również powstanie szkół handlowych w Mławie i Częstochowie. W 1923 założył „Dom Handlowy. Roman Schmidt i Ska.", którym kierował do 1926. Od 1925 do końca życia był czynnym członkiem Towarzystwa Naukowej Organizacji i Kierownictwa. W latach 1926–1928 pełnił funkcję dyrektora warszawskiego oddziału firmy „Electrolux", a kolejny rok kierował działem chłodni w firmie „Elbor". Od 1929 do 1934 był dyrektorem Szkół Zgromadzenia Kupców i Instytutu Praktycznej Wiedzy Handlowej, wykładał również w naukowej organizacji pracy na kursie dla dyrektorów handlowych w Instytucie Naukowej Organizacji Pracy w Warszawie. W latach 1934–1395 wielokrotnie zmieniał miejsce pracy, był m.in. dyrektorem w przedstawicielstwem firmy „Philips", fabryki mydła i kosmetyków. Od 1935 prowadził własne „Biuro Techniczno-Handlowe R.J.Schmidt-Madaliński" i prowadził je do 1942, gdy władze hitlerowskie skonfiskowały jego majątek. 
Czas powstania warszawskiego spędził na Mokotowie, a we wrześniu 1944 znalazł się w obozie przejściowym w Pruszkowie, z którego wydostał się i zamieszkał w Grodzisku Mazowieckim. Po zakończeniu wojny zamieszkał w Łodzi, gdzie otworzył Biuro Techniczno-Handlowe, które funkcjonowało do 1950, kiedy zostało upaństwowione. W 1949 był współorganizatorem, a następnie prezesem Koła Miłośników Muzyki przy Wyższej Szkole Muzycznej w Łodzi. Został również członkiem prezydium Towarzystwa Miłośników Sztuk Pięknych w Łodzi. Od 1951 był kolejno inspektorem produkcji Związku Branżowego Spółdzielni Pracy Metalowo-Drzewnych, kierownikiem Biura Przedsiębiorstwa Remontowego Maszyn Przemysłu Wełnianego w Zgierzu, inżyniera technologa w dziale konstrukcji Łódzkich Zakładów Kinotechnicznych. W 1953 został starszym projektantem w Biurze Projektów Przemysłu Włókien Sztucznych w Łodzi, a następnie kierował pracownią mechaniczną i był starszym projektantem w Wojewódzkim Biurze Projektów w Łodzi. Od 1954 do 1956 był technikiem mechanikiem w uzdrowisku Polanica-Zdrój, od czerwca 1956 przez rok kierował laboratorium technicznym w Łódzkich Zakładach Przemysłu Guzikarsko-Galanteryjnego. Równocześnie był jako ekspert zapraszany do wyceny maszyn i urządzeń fabrycznych oraz oceniał rentowność produkcji przemysłowej. W 1957 przeszedł na emeryturę, w 1958 współorganizował Uniwersytet Powszechny w Zgierzu, a w 1970 powrócił do Warszawy. 
Roman Jan Schmidt-Madaliński był wieloletnim działaczem Naczelnej Organizacji Technicznej, był członkiem Rady Naukowej Towarzystwa Wiedzy Powszechnej. Został odznaczony Krzyżem Kawalerskim Orderu Odrodzenia Polski oraz złotymi odznakami PTE i TNOiK.
Pochowany na cmentarzu Bródnowskim (kw. 3A, rząd I, grób 11).